# Весення сільська рада
Весе́ння сільська рада (рос. Весенний сельский совет) — сільське поселення у складі Оренбурзького району Оренбурзької області Росії.
Адміністративний центр та єдиний населений пункт — селище Весенній.

## Населення
Населення — 4106 осіб (2019; 1797 в 2010, 804 у 2002).